# José Selgas y Carrasco
José Selgas Carrasco (Lorca, 27 de novembre de 1822 – Madrid, 5 de febrer de 1882) va ser un escriptor i periodista espanyol, membre de la Reial Acadèmia Espanyola.

## Biografia
De família extremadament pobre, es va quedar orfe molt jove i va haver d'abandonar els seus estudis al Seminari Major de San Fulgencio de Múrcia; va marxar a Madrid, on treballaria durant tota la seva vida com a funcionari i on el van protegir el Comte de San Luis i Aureliano Fernández-Guerra y Orbe. El primer li va aconseguir algunes ocupacions no mal remunerats per a l'època i el segon rl va proposar com a acadèmic de la llengua, de la qual va ser escollit numerari en 1874.
Luis González Bravo el va fer diputat. Va ser ultraconservador en política i neocatòlic en la moral. Va fundar el famós periòdic satíric El Padre Cobos per combatre els progressistes. Durant el període revolucionari de 1868 a 1870 va ser el més ferm i eficaç col·laborador de La Gorda, periòdic d'aspra oposició. Quan el general Arsenio Martínez-Campos Antón va ser primer ministre, en plena Restauració, va ser nomenat sotssecretari seu. Escriptor molt popular en el seu temps, en l'actualitat està molt oblidat; la seva poesia, defensora dels valors tradicionals camperols i familiars, representa a Espanya el mateix que la de Giovanni Pascoli per a Itàlia.

## Obra
Com a poeta líric representa, després de les exageracions romàntiques, una tendència eclèctica. Canta amb sensibilitat les flors, la innocència, la bellesa de la Naturalesa, la religiositat, l'alegria sana i la tristesa resignada. El seu enaltiment dels valors de la llar emocionava a Unamuno. Cantà els seus temes en petits poemes a manera de miniatures.
Entre 1884 i 1894 es va publicar una edició de les seves Obres en 13 volums.

### Lírica
- La primavera (1850)
- El estío (1853)
- Flores y espinas (1879)
- Versos póstumos (1883)

### Novel·les
- Deuda del corazón (1872)
- La manzana de oro (1872)
- Una madre (1883), etc.

### Contes
- Escenas fantásticas (1876).
- Mundo invisible (1877).

### Articles i assaigs
- Estudios sociales. I. Hojas Sueltas y más hojas sueltas (2 vol.). II. Nuevas hojas sueltas. III. Luces y sombras y libro de memorias. IV. Delicias del nuevo paraíso y cosas del día. V. Fisionomías contemporáneas Madrid: Imprenta de A. Pérez Dubrull, 1883-1889, cinco volúmenes
- Hechos y dichos (continuación de las Cosas del Día) Idilio patibulario. El banco. Cuenta corriente. La emoción del día. Los suicidios. Frases hechas. Sevilla: Francisco Álvarez y Cª, 1879.
- Hojas sueltas. Viajes ligeros alrededor de varios asuntos (La guerra, La Semana Santa, El crédito, El dinero, Los niños, La esperanza...).
- Libro de memorias Madrid: Imprenta del Centro General de Administración, 1866